# Pierre-Gilles Chanlaire

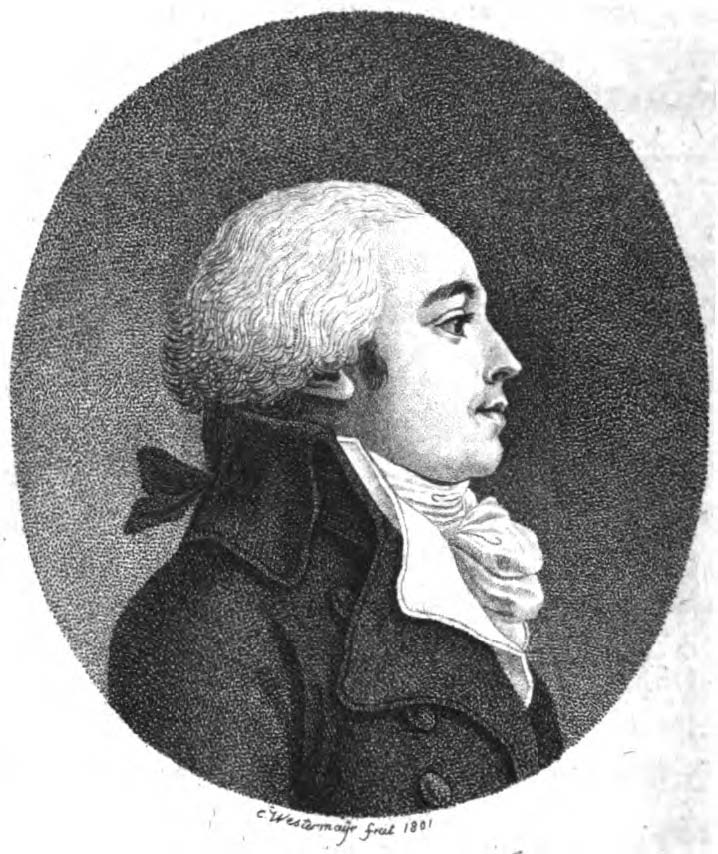
Pierre-Gilles Chanlaire (1758–1817)
(Kupferstich von Conrad Westermayr, 1801)

Pierre-Gilles Chanlaire (* 21. Juni 1758 in Wassy, Königreich Frankreich; † 8. März 1817 in Paris) war ein französischer Jurist, Statistikpionier und Kartograf.

## Leben und Wirken
Er war der Sohn von Pierre-Gilles Chanlaire (1728–1803), Berater des Königs, Procureur des Eaux et Forêts und von Marie Thérèse Gantois (1737–1817). Am 26. April 1787 heiratete er Angélique-Emilie Vermeil (1769–1838), mit der er zwei Kinder hatte: Angélique-Claire Chanlaire (10. Mai 1788, Paris – 9. September 1877) und Pierre-Gilles Chanlaire (?- 23. Dezember 1870, Cannes).
Es ist nur wenig bekannt über sein Leben. 1780 war er Anwalt am obersten Gerichtshof dem Parlement de Paris. Mit der Revolution begann er seine berufliche Orientierung zu verändern und lernte Geographie. Zu Beginn des 19. Jahrhunderts arbeitete er in der Verwaltung der Centrale des Eaux et Forêts, wo er nach einigen Jahren mit dem Kataster betraut wurde. Er erstellte zahlreiche wichtige und beachtete Kartenwerke, wie zum Beispiel Carte d’Europe, dressée sur la méridienne de Paris oder Carte géométrique des Routes de Poste de la République Française. 1803 bis 1807 war er Direktor der Topographiebehörde.

## Ehrungen
- Die Rue Chanlaire in seiner Heimatstadt Wassy wurde ihm zu Ehren benannt.